# Max Dowman
Max Robert Dowman (Chelmsford, Essex, Inglaterra, 31 de diciembre de 2009) es un futbolista británico. Juega de mediocentro ofensivo y su equipo actual es el Arsenal Football Club de la Premier League, máxima categoría del fútbol inglés.

## Trayectoria
Se formó en las categorías juveniles del Arsenal Football Club. El 23 de septiembre de 2023, con 13 años, debutó en el campeonato sub-18. Fue el único partido que jugó ese año con la sub-18, pero a finales de marzo de 2024 volvió a tener minutos y culminó con 7 presencias, 2 goles y 5 asistencias, a pesar de ser sub-14.
En la temporada 2024-25 se consolidó en la sub-18 del club, además tuvo participación con la sub-19 y sub-21. El 19 de septiembre de 2024 debutó en la Liga Juvenil de la UEFA, fue titular y convirtió un gol pero fueron derrotados 4-1 por Atalanta. Con 14 años, 8 meses y 19 días, se convirtió en el futbolista más joven en convertir un gol, el titular más joven y el segundo más joven en tener minutos en la competición internacional de clubes.
El 1 de diciembre de 2024 debutó en la Premier League 2, ingresó en los minutos finales en lo que fue empate 1-1 con Brighton, con 14 años y 336 días se convirtió en el futbolista más joven de Arsenal en la competición sub-21.
En febrero de 2025 fue invitado para entrenar con el primer equipo en Dubái. A pesar de ser sub-15, su impacto en el campeonato sub-18 fue tal que le otorgaron la cinta de capitán en marzo.
Finalizó la temporada con 15 presencias en el campeonato sub-18 e igual cantidad de goles, en la FA Youth Cup jugó 3 encuentros y convirtió 3 goles. Con la sub-19, disputó 4 partidos y anotó 1 gol, quedaron eliminados en la fase de grupos de la Liga Juvenil de la UEFA 2024-25. Fue convocado en varias oportunidades para entrenar con los profesionales, sobre Max, el entrenador del plantel principal destacó:

Tiene un talento enorme. Algunas de las cosas que hace entrenando son increíbles. Tenemos mucha fe en que pueda desarrollarse y convertirse en uno más. Cada vez que lo ponemos a prueba da grandes pasos.
Mikel Arteta

Fue citado para realizar la pretemporada 2025-26 con el primer equipo, en una gira en Asia. Debutó el 23 de julio de 2025, en un amistoso contra Milan, ingresó en el transcurso del segundo tiempo y ganaron 1-0, posteriormente ejecutaron una tanda de penales, convirtió el suyo pero perdieron 5-6. Disputó su primer partido con 15 años, 6 meses y 20 días, utilizó la camiseta número 53. En el segundo partido de la gira, volvió a tener minutos desde el banco de suplentes, enfrentó a Newcastle y provocó el penal que selló el triunfo 3-2.

## Selección nacional
Ha sido internacional con la selección de fútbol de Inglaterra en las categorías juveniles sub-16 y sub-17.
Jugó las 2 etapas de clasificación al Campeonato Europeo Sub-17, donde convirtió 3 goles, colaboró con 2 asistencias y estuvo presente en los 6 partidos. Fue confirmado para disputar el Europeo Sub-17 de 2025, campeonato en el que metió 1 gol, brindó 1 asistencia y jugó como titular los 3 partidos del grupo, pero fueron eliminados por diferencia de goles.

## Estadísticas

### Clubes
Actualizado al último partido citado el 27 de julio de 2025.
| Club                     | Div.          | Temporada     | Liga  | Liga  | Liga   | Copas nacionales | Copas nacionales | Copas nacionales | Copas internacionales | Copas internacionales | Copas internacionales | Total | Total | Total  |
| Club                     | Div.          | Temporada     | Part. | Goles | Asist. | Part.            | Goles            | Asist.           | Part.                 | Goles                 | Asist.                | Part. | Goles | Asist. |
| ------------------------ | ------------- | ------------- | ----- | ----- | ------ | ---------------- | ---------------- | ---------------- | --------------------- | --------------------- | --------------------- | ----- | ----- | ------ |
| Arsenal F. C. Inglaterra | 1.ª           | 2025-26       | 0     | 0     | 0      | -                | -                | -                | -                     | -                     | -                     | 0     | 0     | 0      |
| Arsenal F. C. Inglaterra | Total club    | Total club    | 0     | 0     | 0      | 0                | 0                | 0                | 0                     | 0                     | 0                     | 0     | 0     | 0      |
| Total carrera            | Total carrera | Total carrera | 0     | 0     | 0      | 0                | 0                | 0                | 0                     | 0                     | 0                     | 0     | 0     | 0      |

### Selección
Actualizado al último partido disputado el 26 de mayo de 2025.
| Selección         | Temporada         | Continental | Continental | Continental | Mundial | Mundial | Mundial | Amistosos | Amistosos | Amistosos | Total | Total | Total  |
| Selección         | Temporada         | Part.       | Goles       | Asist.      | Part.   | Goles   | Asist.  | Part.     | Goles     | Asist.    | Part. | Goles | Asist. |
| ----------------- | ----------------- | ----------- | ----------- | ----------- | ------- | ------- | ------- | --------- | --------- | --------- | ----- | ----- | ------ |
| Sub-16 Inglaterra | 2024              | —           | —           | —           | —       | —       | —       | 5         | 0         | 1         | 5     | 0     | 1      |
| Sub-16 Inglaterra | Total sel.        | 0           | 0           | 0           | 0       | 0       | 0       | 5         | 0         | 1         | 5     | 0     | 1      |
| Sub-17 Inglaterra | 2024              | 3           | 2           | 0           | —       | —       | —       | 7         | 1         | 0         | 10    | 3     | 0      |
| Sub-17 Inglaterra | 2025              | 6           | 2           | 3           | -       | -       | -       | 0         | 0         | 0         | 6     | 2     | 3      |
| Sub-17 Inglaterra | Total sel.        | 9           | 4           | 3           | 0       | 0       | 0       | 7         | 1         | 0         | 16    | 5     | 3      |
| Total selecciones | Total selecciones | 9           | 4           | 3           | 0       | 0       | 0       | 12        | 1         | 1         | 21    | 5     | 4      |
| 1.                |                   |             |             |             |         |         |         |           |           |           |       |       |        |